# Zlatko Rendulić
Zlatko Rendulić, hrvaški vojaški pilot, inženir in general, * 29. september 1920, † 24. april 2021, Beograd, Srbija.

## Življenjepis
Rendulić, študent tehnike, se je leta 1943 pridružil NOVJ in leta 1944 je postal član KPJ. Med vojno je bil pilot in politični komisar eskadrilje.
Po vojni je bil načelnik Letalsko-tehniškega inštituta, načelnik uprave v VL in ZO ter Generalštabu JLA. Deloval je kot inženir in poskusni pilot.
Diplomiral je na sovjetski Vojaško-letalski inženirski akademiji Žukovski. Na univerzi Cornell in Univerzi v Michiganu je magistriral leta 1954 Doktoriral je leta 1964 na Strojni fakulteti v Beogradu. Končal je tudi pilotsko šolo RAF. Kot redni predavatelj je deloval v Centru za strateške študije Generalštaba JLA.  
Bil je redni član Mednarodne astronavtske akademije.